# Ứng Thành
Ứng Thành (giản thể: 应城; phồn thể: 應城; bính âm: Yìngchéng) là một thành phố cấp huyện thuộc địa cấp thị Hiếu Cảm, tỉnh Hồ Bắc, Trung Quốc.

### Nhai đạo
- Thành Trung (城中街道)
- Thành Bắc (城北街道)
- Tây Lý Bằng (四里棚街道)
- Đông Mã Phường (东马坊街道)
- Trường Giang Phụ (长江埠街道)

### Trấn
| - Điền Điếm (田店镇) - Dương Hà (杨河镇) - Tam Hiệp (三合镇) - Lang Quân (郎君镇) - Hoàng Than (黄滩镇) | - Thiên Nga (天鹅镇) - Nghãi Hòa (义和镇) - Trần Hà (陈河镇) - Dương Lĩnh (杨岭镇) - Thang Trì (汤池镇) |

### Khác
- Nông trường giống lương thực Nam Viện (南垸良种场)
- Khu khai phát kinh tế Ứng Thành (应城经济开发区)